# معجزة آل براندنبورغ

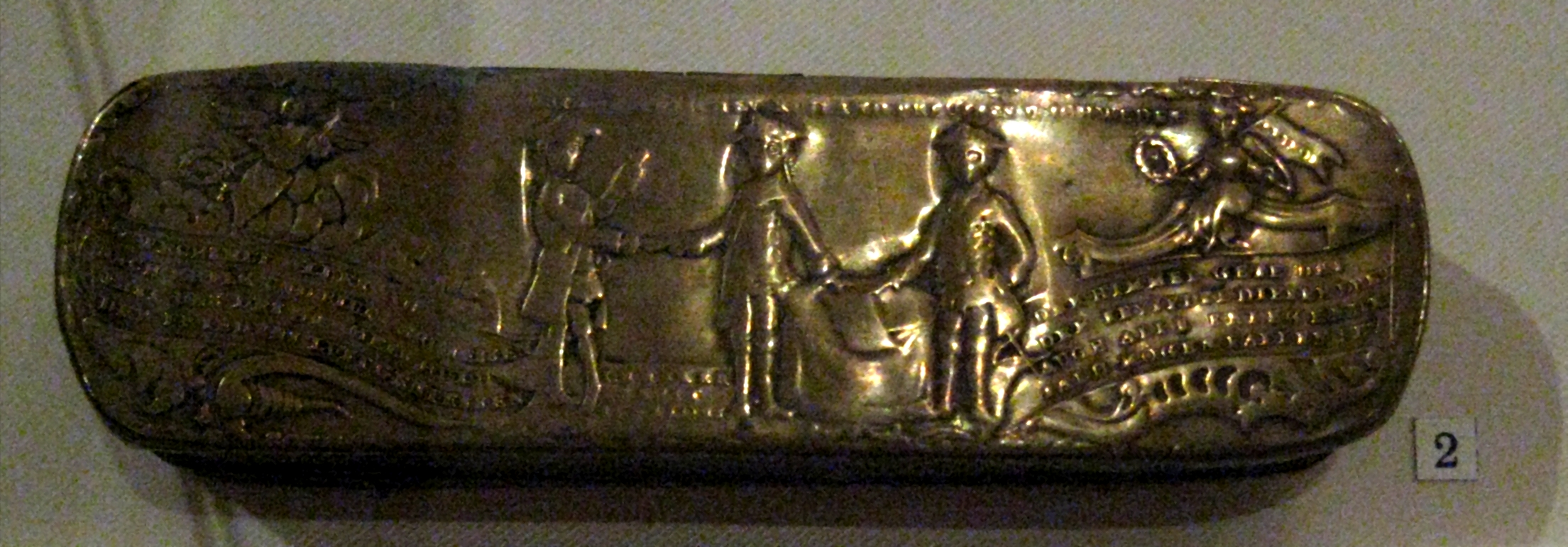

معجزة أسرة براندنبورغ تشير إلى وفاة إمبراطورة روسيا إليزابيتا عن عمر يناهز 52 بدايات عام 1762.
فبعد ست سنوات على نشوب حرب السنوات السبع بين روسيا وبروسيا، هُزم الجيش البروسي واستطعت روسيا احتلال برلين. واعتبر فريدرش الثاني ملك بروسيا نفسه ضائعاً وكان على وشك الانتحار. وفي 5 يناير، توفيت القيصرة إليزابيتا، وخلفها ابن شقيقتها بيتر الثالث في الحكم وكان معروفاً عنه حبه للألمان؛ فقام بسحب الجيش الروسي من برلين بدون طلب أي تنازلات ألمانية.
وبعد مرور أقل من قرنين في نهايات الحرب العالمية الثانية، حاصرت الجيوش الروسية برلين للمرة الثانية. ولكن مع وفاة مات الرئيس الأمريكي روزفلت، تذكر أدولف هتلر هذه المعجزة وتمنى تكرارها لإنقاذ برلين نتيجة الخلافات التي ستظهر بين ونستون تشرشل وجوزيف ستالين بعد وفاة فرانكلين روزفلت.